# Jacques Bougie
Pour les articles homonymes, voir Bougie (homonymie).
Jacques Bougie est un avocat et gestionnaire québécois né en 1947 à Montréal. 

## Biographie
Président (1989-1993), puis président et chef de la direction (1993-2001) d'Alcan Aluminium limitée. Il est depuis 2002 professeur associé au Service de l’enseignement du management des HEC, où sa contribution couvre les questions de gestion internationale, de gouvernance et en particulier de transfert des pratiques de gestion des entreprises privées vers les organismes communautaires.
En 2004, il devient membre du Conseil d'administration du Centre d'études et de recherches internationales de l'Université de Montréal.

## Distinctions
- 1994 -  Officier de l'Ordre du Canada[1]
- 2000 - Ordre du mérite des diplômés de l'Université de Montréal
- 1999 - Homme d'affaires de l'année désigné par le journal Les Affaires
- 2001 - Académie des grands Montréalais